# Tống Vi tử
Tống Vi tử (chữ Hán: 宋微子), tính Tử (子), thị Tống (宋), tên là Khải (啟), còn được gọi là Vi tử (微子), Tống Vi tử Khải (宋微子啟), Vi tử Khải (微子啟), là vị vua đầu tiên của nước Tống – chư hầu nhà Chu trong lịch sử Trung Quốc.

## Tiểu sử
Tử Khải vốn là con lớn của Đế Ất nhà Thương. Ông có một người em là Thụ (Đế Tân), nhưng mẹ ông xuất thân không sang nên Tân được vua cha chọn làm người kế vị. Chính sự thời Đế Ất đã suy, đến khi Thụ lên ngôi càng suy hơn. Thụ chỉ hưởng lạc, ham tửu sắc. Vi tử nhiều lần can gián nhưng Thụ không nghe. Do Thụ tàn ác nên dù được ban thuỵ là Đế Tân nhưng nhà Chu còn đặt thêm thuỵ là Trụ.
Khoảng giữa thế kỷ 11 TCN, con Tây bá Cơ Xương – một chư hầu của nhà Ân – là Cơ Phát tập hợp chư hầu nổi dậy diệt nhà Thương, lập ra nhà Chu, tức là Chu Vũ Vương. Chu Vũ Vương phong đất cho các em, người trong họ và công thần làm chư hầu.
Chu Vũ Vương biết lòng người còn nhớ nhà Ân, nên phong cho Vũ Canh – một người con khác của Trụ - tiếp tục cai trị đất Ân. Các vùng xung quanh nhà Ân còn chưa hoàn toàn thần phục nhà Chu, nên Chu Vũ Vương chia làm ba khu vực: phía bắc Triều Ca đến đất Bội phong cho em trai là Hoắc Thúc Xử (霍叔處); phía đông Triều Ca là đất Vệ phong cho là Quản Thúc Tiên, phía tây Triều Ca là đất Dung phong cho Sái Thúc Độ. Tử Khải được Chu Vũ Vương phong tại đất Triều Tiên.
Trên danh nghĩa, ba người em của Chu Vũ vương có trách nhiệm giúp đỡ Vũ Canh nhưng trên thực tế, Chu Vũ Vương dùng họ để giám sát, kiềm chế ông, vì vậy sử gọi họ là "Tam giám".

## Kết cục
Chu Vũ Vương lên ngôi chỉ ít năm sau thì qua đời. Thái tử Tụng còn nhỏ lên nối ngôi, tức là Chu Thành Vương. Chu Công Đán được Chu Vũ Vương uỷ thác phụ chính cho cháu.
Vũ Canh ở đất Ân nhân cơ hội nhà Chu mới dựng nên định khôi phục nhà Ân. Do sự thuyết phục của Vũ Canh, cả ba người em của Chu Vũ vương là Quản Thúc Tiên, Hoắc Thúc Xử và Sái Thúc Độ đều đồng tình chống lại Chu Công Đán và Chu Thành Vương. Chu Công mang quân đi đông chinh. Sau 3 năm, Chu Công Đán đánh bại được quân của Vũ Canh. Vũ Canh và Quản Thúc Tiên bị Chu Công giết chết; Hoắc Thúc Xử và Sái Thúc Độ bị bắt đi đày.
Chu Công Đán bèn cải phong cho Vi tử Khải từ đất Triều Tiên xa xôi về đất Ân cũ, gọi là nước Tống, để giữ hương hỏa nhà Ân. Ông trở thành vị vua đầu tiên nước Tống – chư hầu nhà Chu từ năm 1113 TCN.
Sau này không rõ Vi tử Khải mất năm nào. Em ông là Tử Diễn lên nối ngôi, tức là Tống Vi trọng.